# Amedeo di Saluzzo
Amedeo di Saluzzo (Saluzzo, 1361 circa – Saint-Donat, 28 giugno 1419) è stato un cardinale italiano.
Inizialmente pseudocardinale, è stato in seguito confermato cardinale da papa Martino V.

## Biografia
Figlio secondogenito del marchese di Saluzzo Federico II e di Beatrice di Ginevra, per linea matrilineare era imparentato con l'antipapa Clemente VII.
Avviato alla carriera ecclesiastica, divenne canonico del capitolo della cattedrale dei Santi Giovanni e Stefano di Lione nel 1373 e successivamente arcidiacono. Divenne quindi diacono della cattedrale di Bayeux e poi abate di Savigny. Ricevette il diaconato all'età di ventidue anni.
Il 4 novembre 1383 fu eletto vescovo di Valence e Die, ma non ricevette mai la consacrazione episcopale.
Nel concistoro del 23 dicembre 1383 fu nominato cardinale dall'antipapa Clemente VII con il titolo di Santa Maria della Scala. Fu arcidiacono di Reims dal 1384 al 1419, canonico del capitolo della cattedrale di Rouen dal 1385 al 1403 e poi arcidiacono della medesima fino al 1419. Nel 1403 divenne camerlengo del Sacro Collegio per i cardinali di osservanza avignonese, ma rientrato nell'osservanza romana con l'elezione di papa Martino V, questi gli confermò la carica, che tuttavia dovette condividere con il cardinale Enrico Minutolo dal 1409 al 1412. Nel 1408 fu deposto dall'antipapa Benedetto XIII per aver adottato l'obbedienza pisana, ma nel 1409 fu ristabilito nella carica dall'antipapa Alessandro V. Durante il pontificato di Martino V fu legato pontificio in Francia ed in Germania. Alla sua morte, la salma venne inumata nella cattedrale di Lione, ma la sua tomba venne distrutta dai calvinisti nel 1562.

## Conclavi
Amedeo di Savoia partecipò ai conclavi:
- conclave del 1394, che elesse l'antipapa Benedetto XIII
- conclave del 1409, che elesse l'antipapa Alessandro V
- conclave del 1417 che elesse papa Martino V

ma non al
- conclave del 1410, che elesse l'antipapa Giovanni XXIII.

## Ascendenza
|                                      |                                   |                                            | Genitori                                 |  |  | Nonni |  |  | Bisnonni                            |  |  | Trisnonni                          |  |
|                                      |                                   |                                            |                                          |  |  |       |  |  | Federico I, VII marchese di Saluzzo |  |  | Manfredo IV, V marchese di Saluzzo |  |
|                                      |                                   |                                            |                                          |  |  |       |  |  | Federico I, VII marchese di Saluzzo |  |  | Manfredo IV, V marchese di Saluzzo |  |
|                                      |                                   | Beatrice di Sicilia                        |                                          |  |  |       |  |  | Federico I, VII marchese di Saluzzo |  |  |                                    |  |
| Tommaso II, VIII marchese di Saluzzo |                                   |                                            |                                          |  |  |       |  |  | Federico I, VII marchese di Saluzzo |  |  |                                    |  |
|                                      |                                   | Marguerite de la Tour du Pin               | Humbert I, signore de la Tour du Pin     |  |  |       |  |  |                                     |  |  |                                    |  |
|                                      |                                   | Marguerite de la Tour du Pin               | Humbert I, signore de la Tour du Pin     |  |  |       |  |  |                                     |  |  |                                    |  |
|                                      |                                   | Marguerite de la Tour du Pin               | Anne de Viennois                         |  |  |       |  |  |                                     |  |  |                                    |  |
| Federico II, IX marchese di Saluzzo  |                                   | Marguerite de la Tour du Pin               |                                          |  |  |       |  |  |                                     |  |  |                                    |  |
|                                      |                                   | Galeazzo I Visconti, III signore di Milano | Matteo I Visconti, II signore di Milano  |  |  |       |  |  |                                     |  |  |                                    |  |
|                                      |                                   | Galeazzo I Visconti, III signore di Milano | Matteo I Visconti, II signore di Milano  |  |  |       |  |  |                                     |  |  |                                    |  |
|                                      |                                   | Galeazzo I Visconti, III signore di Milano | Bonacossa Borri                          |  |  |       |  |  |                                     |  |  |                                    |  |
| Ricciarda Visconti                   |                                   | Galeazzo I Visconti, III signore di Milano |                                          |  |  |       |  |  |                                     |  |  |                                    |  |
|                                      |                                   | Beatrice d'Este                            | Obizzo II d'Este, IV marchese di Ferrara |  |  |       |  |  |                                     |  |  |                                    |  |
|                                      |                                   | Beatrice d'Este                            | Obizzo II d'Este, IV marchese di Ferrara |  |  |       |  |  |                                     |  |  |                                    |  |
|                                      |                                   | Beatrice d'Este                            | Jacopina Fieschi                         |  |  |       |  |  |                                     |  |  |                                    |  |
| Amedeo di Saluzzo                    |                                   | Beatrice d'Este                            |                                          |  |  |       |  |  |                                     |  |  |                                    |  |
|                                      | Amédée II, XVIII conte di Ginevra | Rodolphe, XVI conte di Ginevra             |                                          |  |  |       |  |  |                                     |  |  |                                    |  |
|                                      | Amédée II, XVIII conte di Ginevra | Rodolphe, XVI conte di Ginevra             |                                          |  |  |       |  |  |                                     |  |  |                                    |  |
|                                      | Amédée II, XVIII conte di Ginevra | Marie de la Tour du Pin                    |                                          |  |  |       |  |  |                                     |  |  |                                    |  |
| Hugues, barone di Gex                | Amédée II, XVIII conte di Ginevra |                                            |                                          |  |  |       |  |  |                                     |  |  |                                    |  |
|                                      |                                   | Agnès de Chalon                            | Jean, V conte di Chalon                  |  |  |       |  |  |                                     |  |  |                                    |  |
|                                      |                                   | Agnès de Chalon                            | Jean, V conte di Chalon                  |  |  |       |  |  |                                     |  |  |                                    |  |
|                                      |                                   | Agnès de Chalon                            | Laure de Commercy                        |  |  |       |  |  |                                     |  |  |                                    |  |
| Béatrice de Gex                      |                                   | Agnès de Chalon                            |                                          |  |  |       |  |  |                                     |  |  |                                    |  |
|                                      |                                   | Aymar, VII signore d'Anthon                | Guichard V, V signore d'Anthon           |  |  |       |  |  |                                     |  |  |                                    |  |
|                                      |                                   | Aymar, VII signore d'Anthon                | Guichard V, V signore d'Anthon           |  |  |       |  |  |                                     |  |  |                                    |  |
|                                      |                                   | Aymar, VII signore d'Anthon                | Alix de Verdun sur le Doubs              |  |  |       |  |  |                                     |  |  |                                    |  |
| Isabelle d'Anthon                    |                                   | Aymar, VII signore d'Anthon                |                                          |  |  |       |  |  |                                     |  |  |                                    |  |
|                                      |                                   | Marguerite d'Antigny                       | Henri, II signore d'Antigny              |  |  |       |  |  |                                     |  |  |                                    |  |
|                                      |                                   | Marguerite d'Antigny                       | Henri, II signore d'Antigny              |  |  |       |  |  |                                     |  |  |                                    |  |
|                                      |                                   | Marguerite d'Antigny                       | Marguerite de Chatillon en Bazois        |  |  |       |  |  |                                     |  |  |                                    |  |
|                                      |                                   | Marguerite d'Antigny                       |                                          |  |  |       |  |  |                                     |  |  |                                    |  |